# Acmonia gerstaeckeri
Acmonia gerstaeckeri är en insektsart som beskrevs av Jacobi 1904. Acmonia gerstaeckeri ingår i släktet Acmonia och familjen lyktstritar. Inga underarter finns listade i Catalogue of Life.